# グランドプリンスホテル高輪

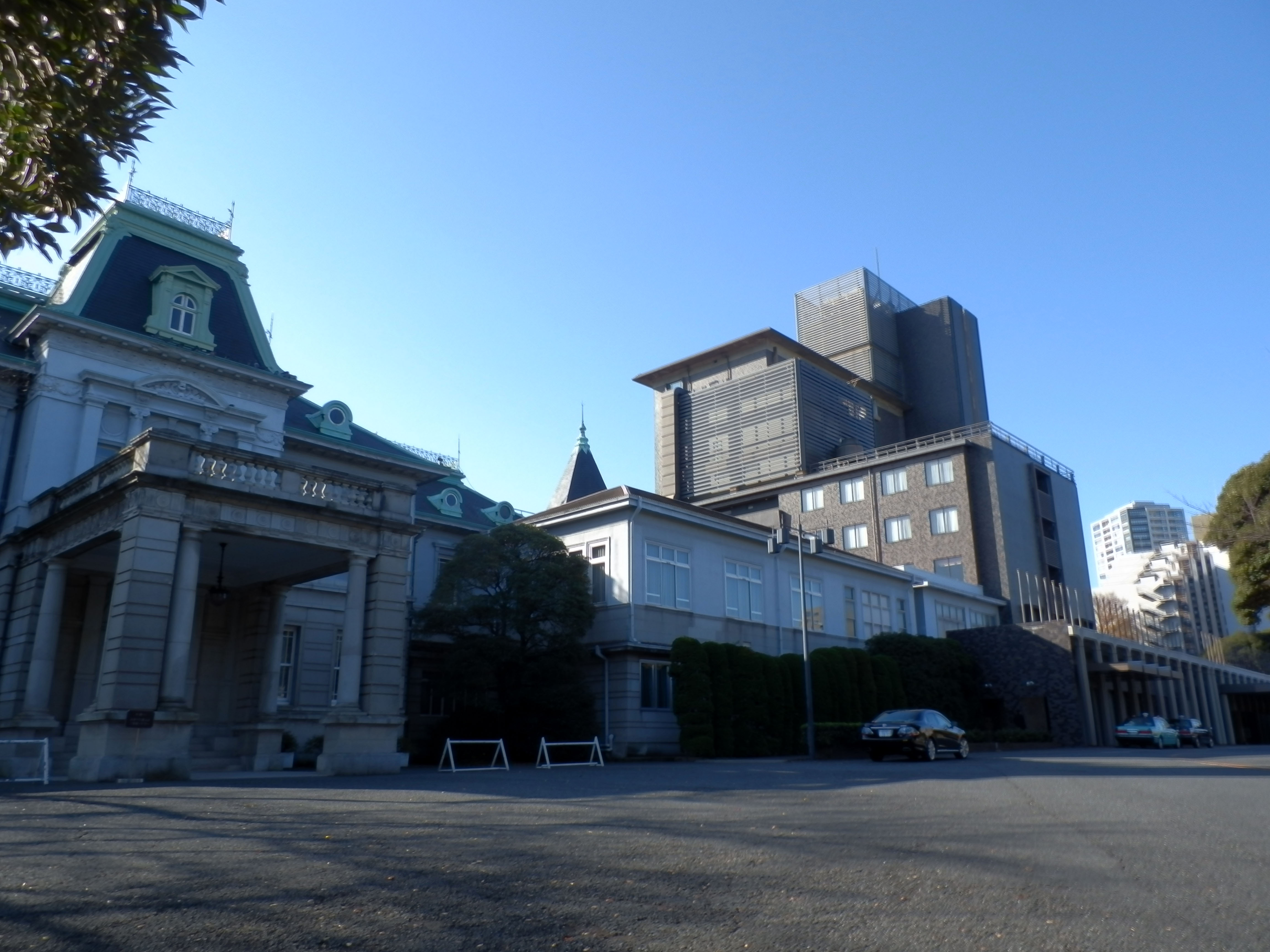
貴賓館（左）とグランドプリンスホテル高輪（右）

グランドプリンスホテル高輪（グランドプリンスホテルたかなわ、英称:Grand Prince Hotel Takanawa）は、東京都港区高輪にあるホテル。グランドプリンスホテルの一つ。

## 概要
グランドプリンスホテル高輪は、品川プリンスホテル、ザ・プリンス さくらタワー東京、グランドプリンスホテル新高輪と同じ地区に位置しているが、同ホテルは1953年11月18日に品川プリンスホテル（現在の品川プリンスホテルの位置とは異なる）として開業した。1968年に高輪プリンスホテルとして改められる。現在の別館は1961年、本館は1971年に竣工したものである。2007年4月にプリンスホテルの改革により現在の名称となった。
高輪地区で最初に開業したプリンスホテルであり、現存するプリンスホテルの中で最も古いホテルである。
西武グループと日本オリンピック委員会（JOC）との関係が深いことから、オリンピックの日本選手団関係の公式行事に使用されることが多い。
2016年1月4日より同年10月末まで改修工事のため休業し、2016年11月1日にリニューアルオープン。今回の改装で別館が「高輪 花香路（たかなわ はなこうろ）」の名称で和室16室の構成にリニューアルされ、専用のラウンジやスパが新設、本館もクラブラウンジやフィットネスルームなどが新設された。レストランも変更されており、一部のレストランや婚礼施設の機能はグランドプリンスホテル新高輪に移転している。

## 施設
以下の施設はリニューアルオープン日の2016年11月1日時点のもの。
- 客室
  - 全392室（本館376室、別館 花香路16室）
- 宴会場
  - プリンスルーム
  - クラウンルーム
  - ロイヤルルーム
  - 桜花
  - アメジスト
  - 鈴蘭
  - 撫子
- レストラン
  - フランス料理 ル・トリアノン
  - グランカフェ パティオ
  - 天婦羅 若竹
  - ラウンジ 光明
  - シガーショップ&バー ル・コネスール
  - 鉄板焼 しゃぶしゃぶ ステーキハウス 桂
    - 日本庭園内に所在している。そのため、ホテル休業中も営業を継続し、一時的に天婦羅コーナーも設けられていた。
- その他
  - クラブラウンジ 花雅（本館）
  - フィットネスルーム（本館）
  - SPA たゆた（別館 花香路）
  - 宿泊者専用ラウンジ「桜彩」（別館 花香路）
  - 茶室「竹心庵」（別館 花香路）